# Сельское поселение Нешкан
Се́льское поселе́ние Нешкан — муниципальное образование в Чукотском районе Чукотского автономного округа Российской Федерации.
Административный центр — село Нешкан.

## История
Статус и границы сельского поселения установлены Законом Чукотского автономного округа от 29 ноября 2004 года № 47-ОЗ «О статусе, границах и  административных  центрах муниципальных  образований на территории Чукотского района Чукотского  автономного  округа».

## Население
| 2009 | 2010 | 2012 | 2013 | 2014 | 2015 | 2016 |
| ---- | ---- | ---- | ---- | ---- | ---- | ---- |
| 720  | ↘704 | ↘692 | ↘675 | →675 | ↘648 | ↘637 |
| 2017 | 2018 | 2020 | 2021 | 2023 |      |      |
| ↘614 | ↘609 | ↘591 | ↗712 | ↘640 |      |      |

## Состав сельского поселения
| № | Населённый пункт | Тип населённого пункта       | Население |
| - | ---------------- | ---------------------------- | --------- |
| 1 | Нешкан           | село, административный центр | ↘640      |